# FishBase
A FishBase é uma base de dados online com informações sobre peixes. Em junho de 2023, afirmava receber 700 000 visitas por mês ao seu repertório de mais de 35 300 descrições de espécies, cerca de 327 300 nomes comuns em centenas de línguas, mais de 63 000 imagens e referência e mais de 60 200 publicações científicas.
FishBase conta com mais de 2500 colaboradores, que só podem apresentar trabalhos, e/ou informações, que já tenham sido previamente publicados, e validados, por forma a garantir a qualidade e veracidade da informação contida. Além do seu domínio principal, o portal Fishbase é espelhado em uma série de outros domínios em várias partes do mundo.
Fishbase é apoiada por uma relação global de doadores e gerida por um consórcio de conselheiros científicos que inclui:
- Universidade Federal de Sergipe
- Royal Museum for Central Africa, Tervuren
- Aristotle University of Thessaloniki, Tessalónica
- Global Fisheries Cluster - University of British Columbia, Vancouver
- Organização das Nações Unidas para a Alimentação e a Agricultura, Roma
- GEOMAR Helmholtz Centre for Ocean Research Kiel, Kiel
- Muséum National d'Histoire Naturelle, Paris
- Swedish Museum of Natural History, Estocolmo
- WorldFish Center, Penang
- Chinese Academy of Fishery Science, Pequim
- University of Western Australia
- Quantitative Aquatics, Incorporated